# Haplochromis gigas
Espèce
Synonymes
- Neochromis gigas Seehausen & Lippitsch, 1998[1]

Statut de conservation UICN

 VU D2 : Vulnérable
Haplochromis gigas est une espèce de poissons d'eau douce de la famille des Cichlidae endémique du lac Victoria.

## Systématique
L'espèce Haplochromis gigas a été initialement décrite en 1998 par Ole Seehausen (d) et Elisabeth Lippitsch (d), sous le protonyme de Neochromis gigas, dans une publication coécrite avec Niels Bouton (d) et Heelen Zwennes (d). 

## Répartition
L'espèce Haplochromis gigas est uniquement présente dans le lac Victoria, à une profondeur maximale de 4 m.

## Description
Haplochromis gigas peut mesurer jusqu'à 142 mm de longueur totale.
C'est une espèce à incubation buccale où c'est généralement la femelle qui s'occupe des œufs, le mâle protégeant la zone.

## Étymologie
Son épithète spécifique, du grec ancien γίγας, gígas, « géant », lui a été donné en référence à sa grande taille, comparativement aux autres espèces de Neochromis (genre dans lequel ce poisson a été classé à l'origine).

## Publication originale
- (en) Ole Seehausen, Elisabeth Lippitsch, Niels Bouton et Heelen Zwennes, « Mbipi, the rock-dwelling cichlids of Lake Victoria: Description of three new genera and fifteen new species (Teleostei) », Ichthyological Exploration of Freshwaters, Verlag Dr. Friedrich Pfeil (d), vol. 9, no 2,‎ août 1998, p. 129-228 (ISSN 0936-9902, lire en ligne).